# Crotalus mitchellii
Crotalus mitchellii, también conocida como cascabel de lentes o cascabel manchada, es una especie de serpiente venenosa que pertenece a la familia Crotalinae. Es nativa del suroeste de los Estados Unidos y el noroeste de México. Sue nombre le fue dado en honor de a Silas Weir Mitchell (1829-1914), un médico estadounidense que estudió los venenos de serpientes de cascabel. Actualmente se reconoce cinco subespecies, incluyendo la subespecie tipo.

## Descripción
En general, esta especie tiene una longitud que no supera los 100 cm, los machos mayores midiendo entre 90 cm y 100 cm. La subespecie en la isla Ángel de la Guarda es algo más grande con una longitud máxima registrada de 136.7 cm. En contraste, la población de la isla El Muerto tiene una longitud máxima registrada de 63,7 cm.

## Distribución
La especie es nativa del suroeste de los Estados Unidos y del noroeste de México. En los Estados Unidos, se encuentra en el centro-este y sur de California, el suroeste de Nevada, el extremo suroeste de Utah y el oeste de Arizona. En México es nativa de la mayor parte de Baja California, incluyendo Baja California Sur. También habita en una serie de islas en el Golfo de California, incluyendo Ángel de la Guarda, Carmen, Santo Cerralvo, El Muerto, Espíritu, Monserrate, Piojo, Salsipuedes, San José, así como en la Isla Santa Margarita de la costa del Pacífico de Baja California Sur.
La localidad tipo es "Cabo San Lucas, Baja California Sur, México)".

## Subespecies
| Subespecies      | Autor de taxón | Nombre común                                           | Distribución geográfica |
| ---------------- | -------------- | ------------------------------------------------------ | --- |
| C. m. angelensis | Klauber, 1963  | inglés: Angel de la Guarda Island speckled rattlesnake | México, en la isla de Ángel de la Guarda. |
| C. m. mitchellii | (Cope, 1861)   | inglés: San Lucan speckled rattlesnake                 | México, en Baja California Sur y en las islas de Santa Margarita, Cerralvo, Espíritu Santo, San José, Monserrate y Carmen.                                          |
| C. m. muertensis | Klauber, 1949  | inglés: El Muerto Island speckled rattlesnake          | México, en la isla de El Muerto. |
| C. m. pyrrhus    | (Cope, 1866)   | inglés: Southwestern speckled rattlesnake              | Estados Unidos en el sur de California, al sur de Nevada, al suroeste de Utah y el oeste de Arizona. México en el noroeste de Sonora y el norte de Baja California. |
| C. m. stephensi  | Klauber, 1930  | inglés: Panamint rattlesnake                           | Estados Unidos en el centro-este de California y el suroeste de Nevada.                                                                                             |